# Cuauhtzolco
Cuauhtzolco är en ort i Mexiko.   Den ligger i kommunen Libres och delstaten Puebla, i den sydöstra delen av landet, 150 km öster om huvudstaden Mexico City. Cuauhtzolco ligger 2 392 meter över havet och antalet invånare är 501.
Terrängen runt Cuauhtzolco är kuperad åt nordväst, men åt sydost är den platt. Runt Cuauhtzolco är det ganska tätbefolkat, med 124 invånare per kvadratkilometer. Närmaste större samhälle är Libres, 2,4 km söder om Cuauhtzolco. Trakten runt Cuauhtzolco består till största delen av jordbruksmark.